# Jacques Lecarme
Jacques Lecarme, né le 14 juillet 1906 à Paris et mort le 5 janvier 1986 à Aix-en-Provence,, est un aviateur français, combattant de la Seconde Guerre mondiale et pilote d'essai.

## Biographie
Diplômé de l'école Polytechnique, passionné d'aéronautique, il s'engage en 1928 à l'Ecole Militaire d'Applications Aéronautiques de Versailles. Il est breveté pilote militaire en 1929 et pilote des Morane 138, Caudron 59, Bréguet 14.
Après avoir appris la voltige et le vol sans visibilité, il passe pilote d'essais au CEMA (Centre d'Essais du Matériel Aérien) à Villacoublay. Après un détachement aux Etats-Unis en 1934 afin d'étudier les avions américains, il quitte le CEMA en 1935 et est affecté à l'escadrille de bombardement de Toulouse-Francazal où il utilise ses qualités exceptionnelles de pilote et son expérience (1800 heures de vol sur 120 appareils différents) ; il leur enseigne à voler sur un seul moteur à bord de leur bombardiers Bloch 200.
En mai 1936 (à 30 ans), il quitte l'armée pour devenir pilote d'essais chez Lioré et Olivier et pilote l'hydravion LeO H-47. L'entreprise est nationalisé et devient SNCASE. Il participe aux développements des LeO-48, LeO-50, LeO-45, LeO H-246 et des autogyres C-30 pour la Marine nationale.
En 1939, pendant la drôle de guerre, il enseigne aux jeunes pilotes sur Leo-45. En 1940, le capitaine de réserve Lecarme est affecté au Groupe de bombardement GB/6 à Soissons. Les combats sont très durs : le groupement perd 55% de ses effectifs (120 hommes). Il dénonce d'ailleurs la mauvaise utilisation du LeO-45 pendant les combats (attaque à trop basse altitude, utilisation sans chasseurs d'escorte bien que sa vitesse soit élevée, mauvaise qualité des moteurs). Il est démobilisé en juin 1940 et reprend son travail d'ingénieur à la SNCASE. 
Après la guerre, Il continue de mettre au point l'hydravion à six moteurs SE-200, le quadrimoteur de l'IGN SE-1010 et aussi l'autogire SE-700.
Les années 1950 voient arriver l'ère des avions à réaction (Vampire, Mistral) et des hélicoptères (les ancêtres des "Alouettes").
En 1955, après un différend sur le sujet des hélicoptères avec sa direction, il rejoint le constructeur Hurel-Dubois. Il est à cette époque pilote d'hélicoptère professionnel et a volé sur plus de 400 appareils. Il continue à voler sur S-55, Vautour. Il est aussi rédacteur technique pour la revue (aujourd'hui disparue) Aviation Magazine International (Aviation Magazine) entre 1950 et 1970.
En 1959, il entre à la SFERMA pour mettre au point notamment des monomoteurs à turbine Turbomeca. En 1966, il rejoint la SOCATA qui commercialise de petits appareils comme conseiller technique. En 1967, il participe à la mise au point du ludion avec George Caillette, un siège à décollage vertical qui ne trouvera malheureusement aucun débouché commercial.
Passionné et véritable touche à tout de l'aéronautique (9620 heures de vol dont 7120 heures comme pilote d'essais), Il prend sa retraite à l'âge de 67 ans (en 1974).
Il est le gendre de Louis Sencert.

## Distinctions
- Chevalier de la Légion d'honneur[2].
- Croix de guerre 1939-1945[2].
- Médaille de l'Aéronautique.